# 稲葉菜月
稲葉 菜月（いなば なつき、2005年6月1日 - ）は、日本の元子役 、女優、声優。

## 出演

### ドラマ
- たぶらかし（2012年、桐嶋 美響（幼少期）役）

### 映画
- 八日目の蟬 (2011年、仁川美紀役)

### 吹き替え
- アナと雪の女王（2014年、幼いアナ役[2]）
- ANNIE/アニー（2015年、ミア役[3]）
- ズートピア（2016年、幼いジュディ役）
- ハリエットのスパイ大作戦（2017年、マリオン・ホーソン役）※Netflix版
- アラジン（2019年、リアン役〈タリア・ブレア〉[4]）

### 劇場アニメ
- 思い出のマーニー (2014年、久子 7歳役)
- この世界の片隅に（2016年、黒村晴美役）
- この世界の（さらにいくつもの）片隅に（2019年、黒村晴美役）

### テレビアニメ
- がんばれ！ルルロロ(2014年、2016年、パク役）

### ゲーム
- ストレンジャー オブ パラダイス ファイナルファンタジー オリジン（2022年、ミア）

### ラジオドラマ
- 青春アドベンチャー （NHK-FM）
  - 『蜩ノ記』（2012年6月18日 - 29日）[5] - 春 役
- FMシアター（NHK-FM）
  - 『冬の曳航』（2017年1月14日）[6]

### デジタルコミック
- 仄見える少年（2020年、理久の友達[7]、2021年、学生達[8]、逆柱[9]）